# 小清水町
小清水町（日语：／ Koshimizu chō */?）位於北海道鄂霍次克綜合振興局東部，北部為平原，面向鄂霍次克海。釧網本線延著海岸通過轄區，南部則為山岳地帶。當地以農業和酪農業為主，主要農作包括馬鈴薯、甜菜、小麥。
町名源自阿伊努語的「pon-yam-pet」，意思為小又冷的河川。

## 歷史
- 1919年4月1日：從斜里村（現在的斜里町）分村，小清水村成立。[2]
- 1943年4月1日：分割部分區域成立上斜里村（現在的清里町）。
- 1953年10月1日：改制為小清水町。

## 交通

### 機場
- 女滿別機場（位於大空町）

### 鐵路
- 北海道旅客鐵道
  - 釧網本線：原生花園車站 - 濱小清水車站 - 止別車站

### 道路
| 一般國道 - 國道244號 - 國道334號 - 國道391號 | 道道 - 北海道道246號小清水女滿別線 - 北海道道250號清里止別線 - 北海道道467號榮濱小清水線 - 北海道道557號止別停車場線 - 北海道道587號跡佐登小清水線 - 北海道道805號札弦停車場水上線 - 北海道道944號神威小清水線 |

## 觀光景點

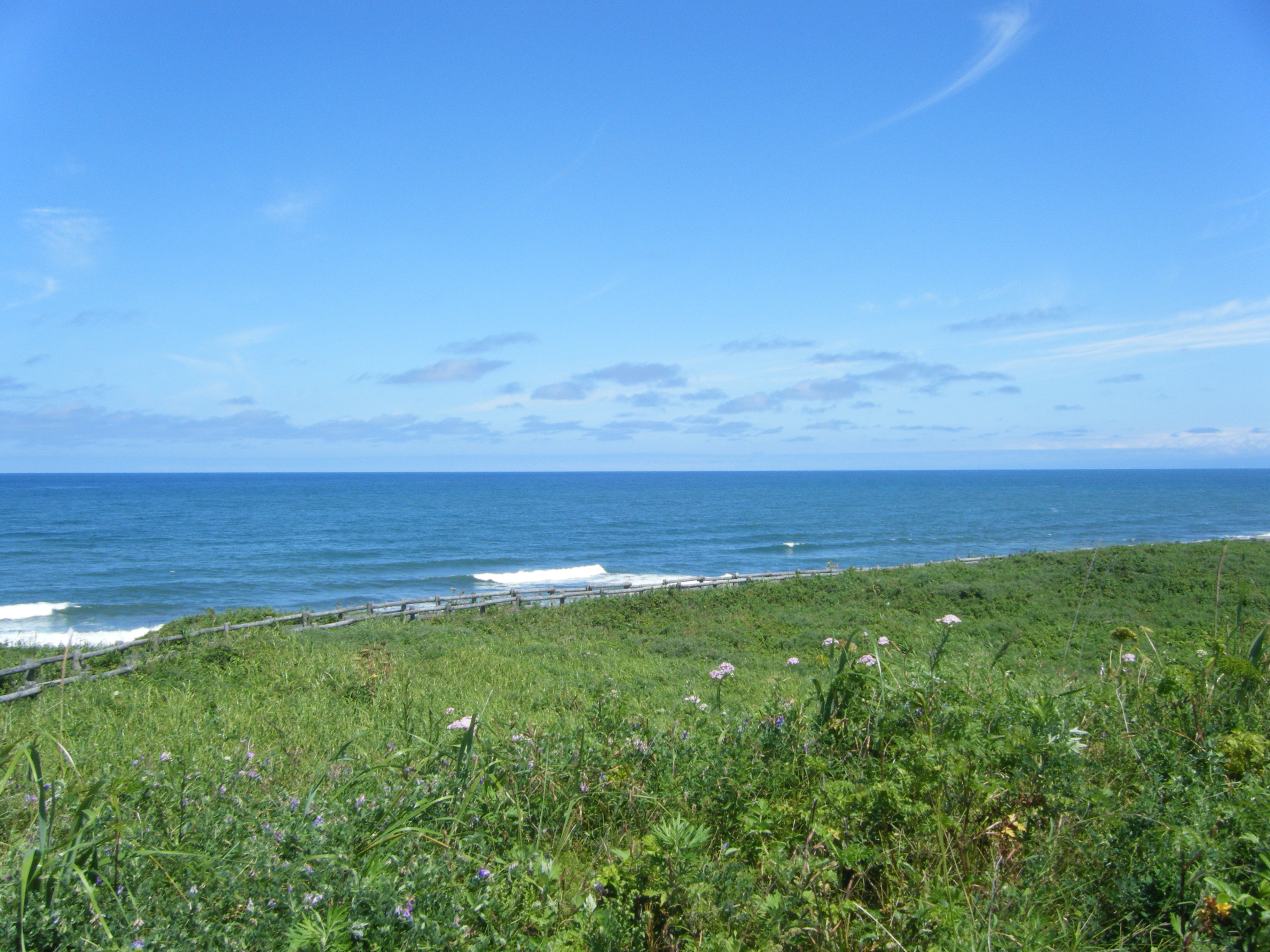
鄂霍次克海岸邊的小清水原生花園

### 觀光
- 小清水原生花園
- 小清水百合花園
- 濤沸湖

### 文化遺產
- 小清水海岸（北海道指定名勝）

### 活動
- 鄂霍次克小清水流冰熱氣球節：每年二月
- 小清水家鄉節：每年八月

## 教育

### 高等學校
- 道立北海道小清水高等學校

### 中學校
- 小清水町立小清水中學校

### 小學校
| - 小清水町立旭野小學校 - 小清水町立小清水小學校 - 小清水町立中斗美小學校 | - 小清水町立北陽小學校 - 小清水町立水上小學校 - 小清水町立止別小學校 |

## 本地出身的名人
- 竹田津實：小品作家、攝影師，出身於大分縣，現居住於小清水町，擔任獸醫。

## 外部連結
- （日語）小清水町商工會
- （日語）鄂霍次克的村 （页面存档备份，存于）
- （日語）小麥色的街（Acoopkos小清水公司）
- （日語）小清水町農會 （页面存档备份，存于）